# Tjolöholm

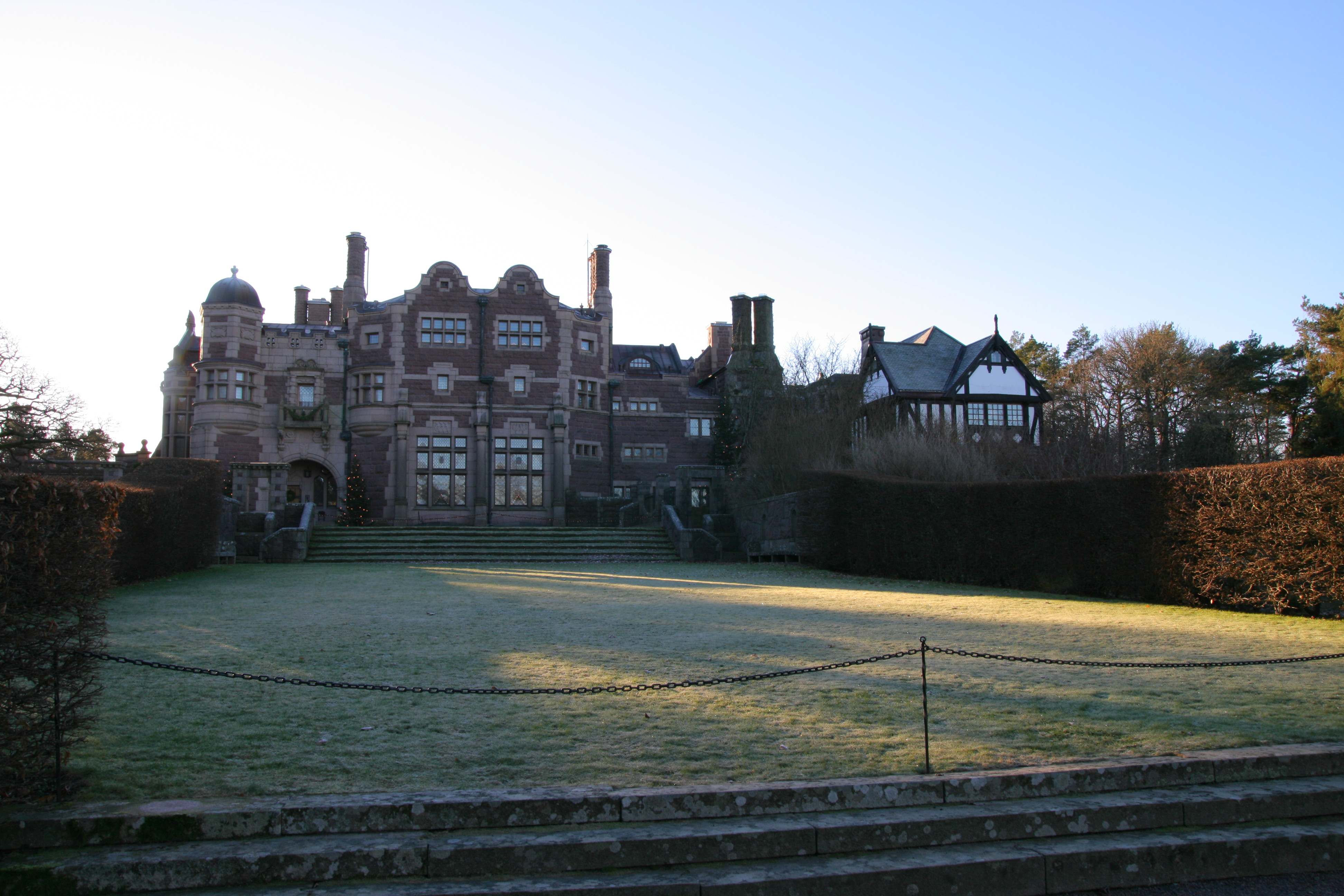
Zamek od frontu

Tjolöholm (szw. Tjolöholms slott) – szwedzki zamek położony nad fiordem Kungsbacka, w gminie Kungsbacka, w prowincji Halland, około 40 km na południe od Göteborga. Wybudowany w latach 1898–1904 w stylu Tudorów według projektu Larsa Israela Wahlmana.

## Historia
Pierwsza wzmianka o zamku pochodzi z 1231 roku. Nosił wówczas nazwę Thiulfö i należał do duńskiego króla Waldemara II Zwycięskiego. W 1659 zamek kupił szwedzki feldmarszałek Carl Mauritz Lewenhaupt. W 1692 właścicielem Tjolöholm stał się szwedzki graf Fabian Wrede. W następnych wiekach kilkakrotnie zmieniał właścicieli. Od 1892 dobra Tjolöholm należały do Jamesa Fredrika Dicksona. 
Nowy zamek powstał według projektu młodego szwedzkiego architekta, Larsa Israela Wahlmana. Wkrótce po rozpoczęciu budowy James Fredrik zmarł, a końca budowy dopilnowała jego żona Blanche. Od 1906 r., po śmierci pani Dickson, właścicielką dóbr była Blanche Bonde, córka Jamesa Fredrika i Blanche Dicksonów. Po jej śmierci zamek kupiło miasto Göteborg, które udostępniło Tjolöholm zwiedzającym. Od 1987 majątkiem zarządza gmina Kungsbacka. 

## Obecnie
Od 1988 w zamku obchodzone są święta Bożego Narodzenia. Co roku od listopada w majątku odbywają się jarmarki bożonarodzeniowe, na których lokalni wystawcy i rękodzielnicy prezentują i sprzedają swoje wyroby. W okresie adwentu w kościele organizowane są koncerty, m.in. z okazji dnia św. Łucji.
W pobliżu zamku znajduje się kościół Tjolöholm (Tjolöholms kyrka), zaprojektowany przez szwedzkiego architekta Hansa Hedlunda.
Od 1991 roku zamek znajduje się w rejestrze szwedzkich zabytków.
Na terenie zamku kręcone były plenerowe sceny filmu Melancholia.